# カーク・ウェイラム

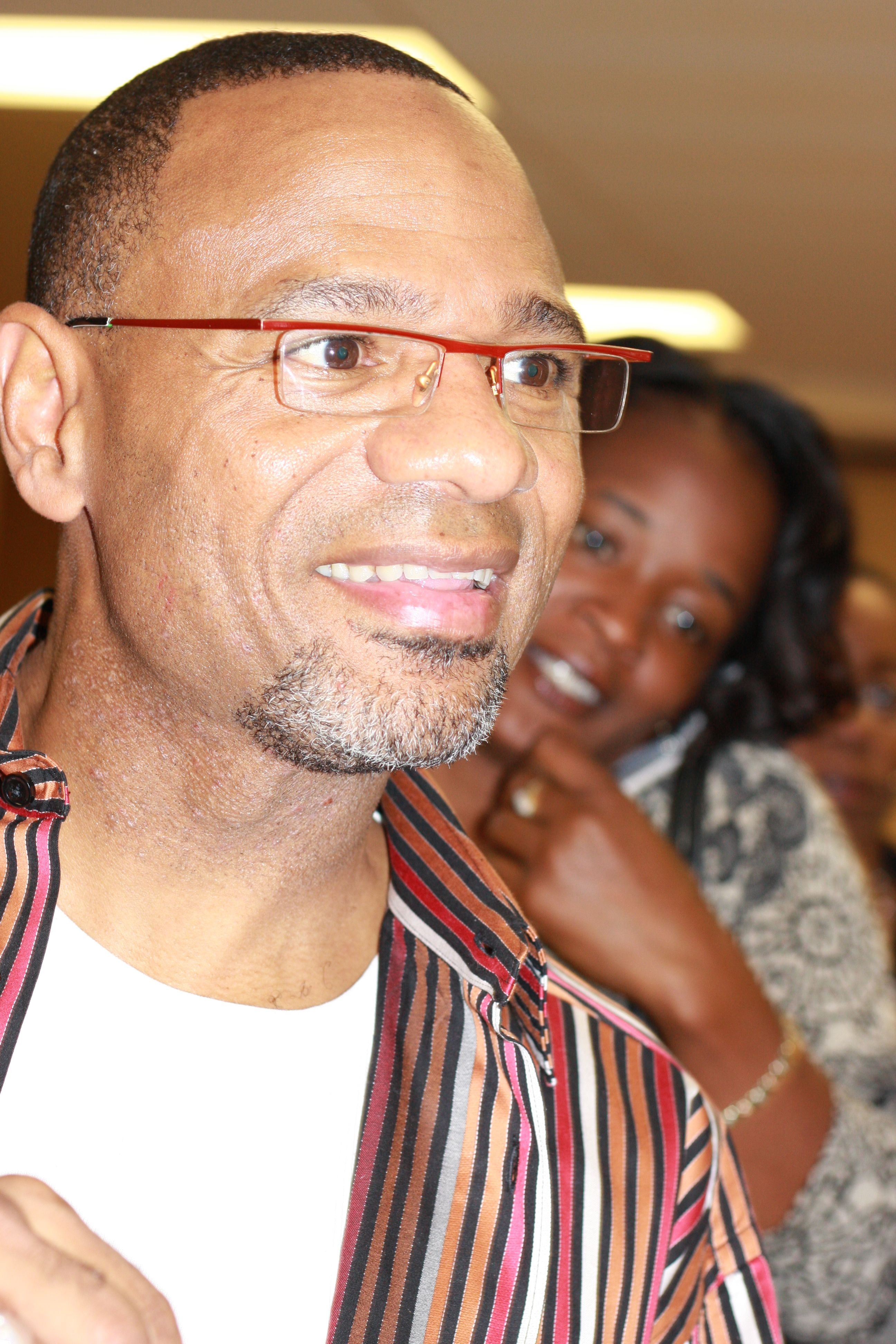
カーク・ウェイラム

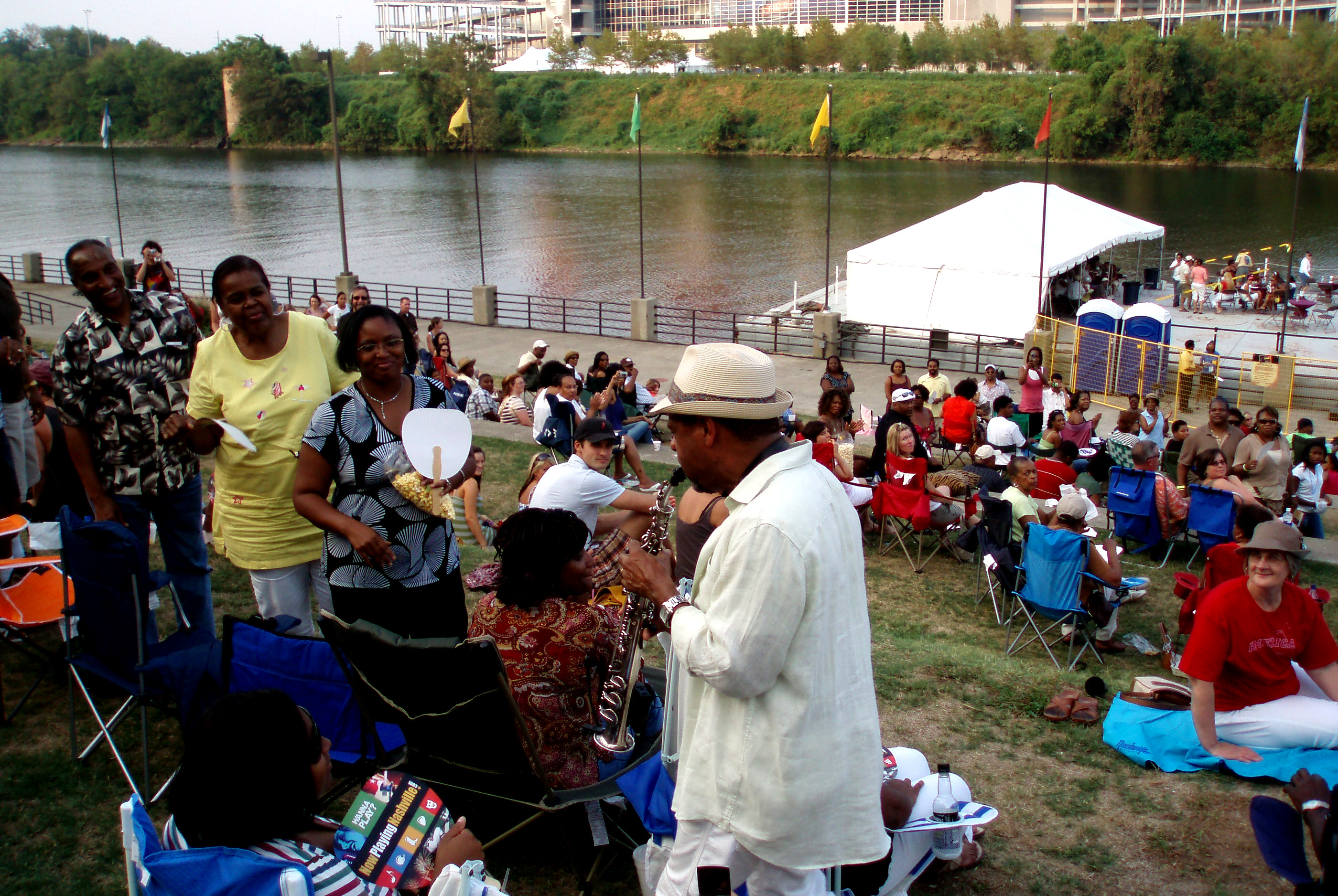
フェスティヴァルで演奏するカーク・ウェイラム（2007年9月）

カーク・ウェイラム（Kirk Whalum、1958年7月11日 -）は、テネシー州メンフィス生まれのジャズ、フュージョンのサックス奏者。セッション・ミュージシャンとしても活動している。

## バイオグラフィ
父親が牧師の家庭で、幼い頃からゴスペルやR&Bに親しみ、ロックやポップスにも興味を持つ。9歳でドラムを演奏し始めるが、高校に入るとサックスを持つようになり、ジャズを演奏し始める。ヒューストンの南テキサス大学に入学。在学中、テキサス・テナーのアーネット・コブに魅了される。1980年にはR&B系のバンドを学内で組み演奏するようになる。卒業するとヒューストンで演奏活動を始め、1983年にジャズ・ピアニスト、ボブ・ジェームスの耳に入り、彼のグループの前座を務めるようになった後、ジェームスのグループに入り、1985年にジェームスのアルバム『トゥエルヴ』に参加。
1985年にジェームスのサポートによりタッパンジー・レコードからアルバム『Floppy Disk』でソロ・デビューを果たす。この中の収録曲「Kyle's Smile」は彼の息子に捧げたものだ。ソロ活動をしながら、1987年からはラリー・カールトンとも活動するようになり、1980年代後半から1990年代前半にはクインシー・ジョーンズ、ルーサー・ヴァンドロス、アル・ジャロウ等と共演、またホイットニー・ヒューストンのツアーにも参加し、知名度とキャリアを重ねる。ヒット曲「オールウェイズ・ラヴ・ユー」のバックでサックスを取っているのも彼である。フュージョンの人気グループ、ザ・リッピントンズにも度々ゲスト参加している。
1996年にボブ・ジェームスとの共作アルバム『ジョインド・アット・ザ・ヒップ』を発表、グラミー賞にノミネートされた。これを機にワーナー・ブラザース・レコードに移り、翌年にアルバム『カラーズ』を発表。1998年には自身の基点にあたるゴスペルに焦点を当てた『ゴスペル・アコーディング・トゥ・ジャズ』を発表。2002年にはこの第2弾『Gospel According to Jazz Chapter 2』を発表、DVD盤も発売している。
スムーズ・ジャズのブームが到来してくるといよいよ人気は上昇、2000年発表の『アンコンディショナル』がヒットし、グラミー賞に2部門ノミネートした。2001年にはクリスマスの企画アルバム『The Christmas Message』を発表。2002年にはギタリストのノーマン・ブラウン、トランペッターのリック・ブラウンとグループを組み、3人の頭文字を取った「BWB」のグループ名でアルバム『グルーヴィン』をリリース、瞬く間にジャズ・チャートのトップに昇り、7ヶ月ラジオステーションの首位を執る。
ワーナー・ブラザースのジャズ部門閉鎖に伴い、サックス奏者のデイヴ・コーズが主宰する新興レーベル、ランデブー・エンタテインメントに移籍、2005年に名プロデューサーで、また歌手でもあるベビーフェイスのカヴァー集『ベイビーフェイス・ソング・ブック』をリリースする。なお、このアルバムの国内盤はビデオアーツ・ミュージックから。2006年3月から4月にかけてコーズらとともに「ランデヴー・オール・スターズ」として来日公演した。2007年にはアルバム『ラウンドトリップ』を発表、過去の自身の曲を数曲カバーしている。この年からは相棒のジョン・ストッダードとともに来日公演をしている。2008年発表の『プロミセス・メイド』は、ピアニスト宮本貴奈との連名名義での作品で、全米ビルボードチャート5位にランクインした。2010年にはダニー・ハサウェイに捧げたカバー・アルバム『Everything Is Everything』を、2012年にはジョン・コルトレーンとジョニー・ハートマンに捧げたカバー・アルバム『Romance Language』を発表した。

## ディスコグラフィ

### スタジオ・アルバム
- Floppy Disk (1985年、Tappan Zee)
- 『セリーナ』 - And You Know That (1988年、Columbia)
- 『プロミス』 - The Promise (1989年、Columbia)
- 『フラジャイル』 - Caché (1993年、Columbia)
- 『イン・ディス・ライフ』 - In This Life (1995年、Columbia)
- 『ジョインド・アット・ザ・ヒップ』 - Joined at the Hip (1996年、Warner Bros.) ※with ボブ・ジェームス
- 『カラーズ』 - Colors (1997年、Warner Bros.)
- 『フォー・ユー』 - For You (1998年、Warner Bros.)
- 『アンコンディショナル』 - Unconditional (2000年、Warner Bros.)
- Hymns In The Garden (2000年、Top Drawer/Warner Bros.)
- The Christmas Message (2001年、Top Drawer/Warner Bros.)
- 『イントロ・マイ・ソウル』 - Into My Soul (2003年、Warner Bros.)
- 『ベイビーフェイス・ソング・ブック』 - Kirk Whalum Performs the Babyface Songbook (2005年、Rendezvous)
- 『ラウンドトリップ』 - Roundtrip (2007年、Rendezvous)
- 『プロミセス・メイド』 - Promises Made: The Millennium / Promise Jazz Project (2008年、Koch) ※with 宮本貴奈
- Everything Is Everything (2010年、Rendezvous)
- Romance Language (2012年、Rendezvous)
- 『#ラヴカヴァーズ』 - #Lovecovers (2017年、Top Drawer)
- 『ユマニテ』 - Humanite (2019年、Artistry Music)

### ライブ・アルバム
- 『ゴスペル・アコーディング・トゥ・ジャズ』 - The Gospel According to Jazz: Chapter I (1998年、Warner Gospel)
- The Gospel According to Jazz: Chapter II (2002年、Word Entertainment)
- The Gospel According to Jazz Chapter III (2010年、Top Drawer)
- 『ゴスペル・アコーディング・トゥ・ジャズ4』 - The Gospel According to Jazz Chapter IV (2014年、Top Drawer)
- Live from the Detroit Jazz Festival 2013 (2014年) ※Mack Avenue SuperBand名義

### コンピレーション・アルバム
- The Best of Kirk Whalum (2002年)
- Ultimate Kirk Whalum (2007年)

### BWB (ブラウン・ウェイラム・ブラウン)
- 『グルーヴィン』 - Groovin' (2002年、Warner Bros.)
- Human Nature (2013年、Heads Up)
- BWB (2016年、Artistry Music)

### 参加アルバム
ジョーイ・デフランセスコ
- Where Were You? (1990年、Columbia)

ヒュー・ウェイラム
- Hugh 'Peanuts' Whalum (2006年、Rendezvous Entertainment)